# LDLR
Le LDLR ou récepteur des LDL est une protéine dont le gène est le LDLR situé sur le chromosome 19 humain. Les travaux de Joseph Goldstein et de Michael Brown sur ce récepteur leur ont valu le prix Nobel de physiologie ou médecine en 1985.

## Structure et rôles
Il s'agit d'une glycoprotéine faisant 164 Kdaltons.
Le PCSK9 favorise la dégradation de cette protéine, entraînant un ralentissement de celle du LDL cholestérol et une augmentation du taux sanguin de ce dernier.

## En médecine
Différentes mutations du gène provoquent une hypercholestérolémie familiale. Près de 1200 variants ont été identifiés, dont 80 % ayant des conséquences sur le taux de cholestérol.
Les médicaments de type anti-PCSK9 augmentent le taux de LDLR, favorisant la dégradation du LDL cholestérol et abaissant le taux sanguin de ces derniers.